# Aukštųjų Panerių geležinkelio tunelis
Aukštųjų Panerių geležinkelio tunelis este o arie protejată (arie specială de conservare — SAC, sit de importanță comunitară — SCI) din Lituania întinsă pe o suprafață de 2,45 ha, integral pe uscat.

## Localizare
Centrul sitului Aukštųjų Panerių geležinkelio tunelis este situat la coordonatele 54°37′55″N 25°11′36″E / 54.6319°N 25.1933°E.

## Înființare
Situl Aukštųjų Panerių geležinkelio tunelis a fost declarat sit de importanță comunitară în mai 2005 pentru a proteja 2 specii de animale. Situl a fost protejat și ca arie specială de conservare în august 2020.

## Biodiversitate
Situată în ecoregiunea boreală, aria protejată nu include niciun habitat protejat.
La baza desemnării sitului se află mai multe specii protejate de  mamifere (2): liliac cârn (Barbastella barbastellus), liliac de iaz (Myotis dasycneme).
Pe lângă speciile protejate, pe teritoriul sitului au mai fost identificate 4 specii de mamifere.